# Titres de noblesse indonésiens
Pour un article plus général, voir Royaumes et principautés d'Indonésie.
La formation des Indes néerlandaises, qui deviendront la république d'Indonésie en proclamant leur indépendance en 1945, est un long processus de soumission progressive de différents états qui commence en 1605 avec la prise d'Ambon aux Moluques, occupée par les Portugais, par la VOC (Vereenigde Oostindisch Compagnie ou Compagnie néerlandaise des Indes orientales).
À l'époque, l'archipel est le siège d'un grand nombre d'entités politiques essentiellement côtières.

## Bali
- Cokorda Agung
- Anak Agung

## Java

### Familles princières
- Susuhunan ou Sunan : ce titre signifie "celui à qui on rend hommage", et peut être traduit par "souverain". C'est le titre des souverains de Surakarta dans le centre de Java.
- Sultan : le premier prince javanais à avoir pris ce titre est le prince Mangkubumi, qui obtient de la VOC le partage du royaume de Mataram en deux lors du traité de Giyanti en 1755, dont il reçoit la moitié. Il prend alors le titre de Sultan Hamengkubuwono ("celui qui porte le monde dans son giron") et installe sa cour à Yogyakarta, à 65 km de Surakarta. Il existe quatre autres sultanats à Java, tous situés dans la ville de Cirebon.
- Pangeran : ce titre, qu'on peut traduire par "prince", désigne soit les membres masculins des familles royales, soit les souverains des deux cours princières "mineures" du Mangkunegaran à Surakarta et du Palualaman à Yogyakarta. Toutefois, une famille de la noblesse de robe des priyayi, les Djajadiningrat de Banten, se sont vu conférer le titre de Pangeran.
- Raden : ce titre, porté seul, indique la qualité de noblesse de naissance, qu'il s'agisse d'une lignée royale ou simplement de priyayi. Accompagné de divers termes, Raden précise alors s'il s'agit d'un homme ou d'une femme, d'une personne de sang royal ou non, et pour les "royaux", du degré dans la hiérarchie princière.

### Famillespriyayi
Dans les Indes néerlandaises, le détenteur d'une fonction portait le titre de Raden suivi d'un mot indiquant sa fonction : Raden Adipati et Raden Tumenggung pour un regent, Raden Rangga pour un wedana. De nos jours, le titre de Raden est encore accordé par les cours de Surakarta et Yogyakarta à des personnalités méritantes, en général sous la forme de Kanjeng Raden Tumenggung.

## Kalimantan(partie indonésienne de l'île deBornéo)

### Principautésmalaises
- Panembahan : ce titre d'origine javanaise signifie "celui à qui on rend hommage". Il est porté par des princes vassaux de rois ou de sultans, comme le Panembahan de Mempawah dans la province de Kalimantan occidental.
- Sultan

## Célèbes

### Bugis[1]
- Andi
- Arung : titre aristocratique qu'on peut traduire par "chef"
- Datu : voir Arung

Les titres bugis étaient accumulables, en commençant par le moins élevé. Par exemple Sahaduddin, plus connu sous le nom d'Arung Palakka, était appelé :
"La Tenritatta Datu Mario Riwawo Daeng Serang Arung Palakka Petta Malampéké Gemmekna Tounruk Sultan Sahaduddin Matinroe ri Bontoala",
"Datu Mario Riwawo", "seigneur de Mario Riwawo", faisant référence au lieu de naissance de Palakka.

### Makassar[1]
- Daeng: titre le plus élevé que puisse recevoir un roturier, conféré aux nobles à un jeune âge
- Kare
- Lokmok
- Gelarang : titre idiosyncrasique
- Karaeng : titre aristocratique qu'on peut traduire par "chef"
- Somba
- Tumakgauka
- Sultan : titre porté par les chefs des maisons royales Gowa, Luwuk et Tallo' après leur conversion à l'islam

Les titres makassar étaient également accumulables. Par exemple, le sultan Hasanuddin (r. 1653-69) avait comme titre complet :
"Sultan Hasanuddin Tumenanga ri Balla'pangkana".
Le sultan Abdullah était appelé :
"Palakkaya I Malingkaeng I Daeng Mannyori Karaeng Matoaya Karaeng Kanjilo Karaeng Segeri Sultan Abdullah Awalul Islam Tumenanga ri Agama Tumenanga ri Bonto Biraeng".
Ces titres étaient souvent associés avec un toponyme, qui ne pouvait être porté que par une seule personne à un moment donné. Ces titres étaient en quelque sorte des noms de terre et étaient également accumulables. Par exemple, le sultan Abdullah était :
"Daeng Mannyori Karaeng Matoaya Karaeng Kanjilo Karaeng Segeri Sultan Tallo'", ce qui correspondait à cinq titres différents :
"Sultan de Tallo', prince de Segeri, prince de Kanjilo, prince de Matoaya, seigneur de Mannyori".
L'ordre de préséance des titres makassar est l'inverse de ce à quoi on s'attend en Europe. L'énumération commence par le titre le moins élevé et va croissant jusqu'au titre le plus élevé. Cet ordre trouve écho dans d'autres populations austronésiennes. Fox écrit en effet, à propos des rituels d'invocation des dieux chez les Iban de Sarawak (Malaisie orientale) : "As the gods and goddesses descend to this world, they arrive, one-by-one, in inverse order of status. The last to arrive and be received is the principal god and his wife [...]". Plus loin dans le temps, dans l'est de Java, une inscription émise par le roi Balitung (règne 899-910) en 907 apr. J.-C. parle d'un souverain portant le titre de "rakai Mataram sang ratu Sanjaya", "seigneur de Mataram, roi Sanjaya".

### Sud-est
- Mokole : souverain d'une principauté

## Petites îles de la Sonde

### Sumbawa
- Sultan

## Sumatra

### Aceh
- Sultan
- Tengku ' : ce titre signifie "monseigneur"

### Batak
- Raja : ce titre désignait chez les Batak du nord de l'île un chef coutumier

### Principautésmalaises
- Sultan

### Minangkabau
- Datuk : ce titre nobiliaire traditionnel est conféré par un conseil à une personnalité méritante
- Sutan : ce titre nobiliaire du pays Minangkabau désigne les descendants de familles royales
- Tuanku : ce titre signifie "monseigneur"

### Palembang
- Depati : ce titre d'origine javanaise ("adipati") était porté par les princes de Belitung
- Sultan